# ووتا-فارنرودا
ووتا-فارنرودا (به آلمانی: Wutha-Farnroda) یک شهر در آلمان است که در وارتبورگکرایس واقع شده‌است. ووتا-فارنرودا ۷٬۰۸۹ نفر جمعیت دارد.